# Amplectobelua symbrachiata
L'amplectobelua (Amplectobelua symbrachiata) è un animale estinto, appartenente ai dinocaridi. Visse nel Cambriano inferiore (circa 525 milioni di anni fa); i suoi resti sono stati rinvenuti nel giacimento di Maotianshan, in Cina.

## Descrizione
In confronto ad altri dinocaridi come Anomalocaris, l'amplectobelua era più piccola e compatta. Nonostante ciò, doveva essere un animale piuttosto grande per la sua epoca. Possedeva grandi occhi posizionati ai lati della bocca, e alcuni lobi estesi a entrambi i lati del corpo. Questi lobi, muovendosi alternativamente, permettevano all'animale di muoversi attraverso l'acqua. L'amplectobelua possedeva anche un paio di cerci allungatissimi che sporgevano dalla parte posteriore del corpo; questa caratteristica è condivisa con un'altra specie di animalocaride rinvenuta nello stesso giacimento, Anomalocaris saron. Due appendici simili ad artigli, invece, sporgevano dalla parte anteriore del capo, e con tutta probabilità erano utilizzati dall'animale per catturare le prede e portarle alla bocca. Quest'ultima era costituita da un cerchio di scaglie dotate di dentelli ed era posizionata sulla superficie ventrale del capo.